# Ataques a Luanda em fevereiro de 1961
Os ataques a Luanda em fevereiro de 1961, também chamados metonimicamente de 4 de fevereiro, foram uma série de ataques armados de guerrilha contra posições portuguesas em Luanda promovidos por um grupo de nacionalistas, sob liderança ideológica de Manuel das Neves e operacional de Adão Neves Bendinha. Os ataques, ocorridos nos dias 4, 9, 10, 17 e 19 de fevereiro de 1961, são unanimemente aceitos como a ação inicial da Guerra de Independência de Angola e reivindicados e geralmente aceitos como ligados ao Movimento Popular de Libertação de Angola (MPLA).

## Antecedentes
Os movimentos nacionalistas já estavam operando com bastante organização em Angola desde meados da década de 1950, com realização de reuniões clandestinas, panfletagem, propaganda e mobilização de massas para promover estratégias de luta anticolonial e debater questões políticas relacionadas à independência de Angola. Os organismos do MPLA operavam com maior força em Luanda, porém a União das Populações de Angola (UPA) também operava na capital e no norte angolano. Nos anos de 1959 e 1960, os ideais nacionalistas ganharam força e Portugal respondeu com as prisões do Processo dos 50, seguidas das prisões das lideranças do MPLA. Em protesto exigindo a libertação de Agostinho Neto (justamente preso no grupo dos líderes do MPLA), a população de Ícolo e Bengo organizou uma marcha em 1960. As autoridades coloniais responderam violentamente com munição — trinta pessoas foram assassinadas e duzentas feridas no "Massacre de Ícolo e Bengo".
Soma-se a isto que estava a ocorrer a Greve da Baixa do Cassange, uma campanha grevista de trabalhadores do algodão e da mineração em Malanje e Lunda Norte, e a operação do assalto do Santa Maria. Luanda, portanto, estava em intensa agitação política e cheia de jornalistas estrangeiros que cobriam a possível chegada a Angola do navio sequestrado e as notícias da greve laboral.

## Preparativos
O episódio do "Massacre de Ícolo e Bengo" despertou na classe trabalhadora ícolo-benguense a necessidade de organizar a luta nacionalista. A figura ideológica e intelectual que organizou aquele que viria a ser o primeiro ataque da Guerra de Independência de Angola foi o sacerdote católico Manuel das Neves, muito embora inicialmente relutante em aceitar o ataque. No final de 1960, Manuel das Neves realizou um trabalho de recrutamento de militantes para os organismos do MPLA em Luanda, estabelecendo uma cadeia de comando centrada no sindicalista Adão Neves Bendinha, com chefes de unidades de ataque com Raul Deão, Francisco Imperial Santana, Virgílio Sotto-Mayor, Agostinho Cristóvão, Manuel Cadete Nascimento, Domingos Manuel Mateus, João Beto e Domingos da Silva Paiva "Cassica Massuika Malamba" — todos provenientes de Ícolo e Bengo. No grupo do ataque havia somente duas mulheres, Mariana Manana e Engrácia Cabenha, com a primeira sendo designada por Manuel das Neves como comandante operacional logística da operação, e a segunda a única a pegar em armas no ataque.
Coube principalmente a Bendinha o recrutamento de trabalhadores da construção civil com quem tinha contatos sindicais, bem como sapateiros, pescadores e alfaiates, que viriam formar o grupo de ataque guerrilheiro. Por mais que estivesse recrutado para os organismos do MPLA por monsenhor Manuel das Neves e Aristides Cadete "Kima Kienda", Bendinha ainda acreditava que Luís Inglês e Holden Roberto fossem prover meios para o ataque, mas em janeiro de 1961 ficou patente que a UPA não se interessava pela ação, pois não proveu recurso material algum. Para dar prosseguimento ao plano, Bendinha afiliou-se mais fortemente aos grupos e células vinculados ao MPLA, nomeadamente o grupo Bota-Fogo, o grupo sindical dos enfermeiros, a célula Espalha Brasas e as células comunistas do MINA/MPLA.
Por sua vez, Manuel das Neves definiu criteriosamente os locais estratégicos de Luanda que deveriam ser os alvos dos ataques. Além disso, conseguiu financiamentos para comprar as armas e as roupas para os militantes com os membros do MPLA Ernesto Lara Filho, Bento Ribeiro Cabulo, Aníbal de Melo, Manuel Pereira do Nascimento, Francisco Roseira e Mariana Manana, e também com o padre Alexandre do Nascimento. O apoio financeiro solicitado à UPA foi ignorado por Holden Roberto. Por intermédio de Kima Kienda, a operação fica na responsabilidade do MPLA e sob supervisão do GRAE-Frente de Libertação (GRAE-FLA) — organização esta que neste momento ainda não incluía a UPA.
Em janeiro de 1961 Manuel das Neves organizou e concentrou os militantes em Cacuaco, na periferia de Luanda, para receber treino militar do cabo do Exército português Bento António. Manuel das Neves ministrou vários rituais religiosos e permitiu rituais não-cristãos realizados pelo curandeiro tocoísta Augusto Kiala Bengue como forma de "imunizar" os militantes contra as balas dos portugueses. As autoridades portuguesas começaram a desconfiar da mobilização em Cacuaco, com Manuel das Neves solicitando que os militantes se dispersassem.
Ficou definido como o principal objetivo das operações a libertação dos presos políticos que se encontravam, na sua maioria, na Casa da Reclusão Militar, bem como chamar a atenção ao problema colonial. O assalto do Santa Maria foi o que fez com que Manuel das Neves deixasse sua relutância e antecipasse o ataque a Luanda.
No dia 28 de janeiro de 1961, quando o assalto do Santa Maria já era de conhecimento público e já se sabia que os amotinados pretendiam aportar em Luanda, o "Movimento Clandestino" (nome atribuído por Manuel das Neves) procurou organizar rapidamente os detalhes finais. Foram contabilizados 3123 efectivos devidamente preparados para o ataque. A sinalização para o ataque veio no dia 2 de fevereiro de 1961, com Manuel das Neves transmitindo os planos aos quatro comandantes principais: Bendinha, Cassica Massuika Malamba, Salvador Sebastião e Agostinho Cristóvão.
Em 3 de fevereiro de 1961, às 20 horas da noite, cerca de 400 militantes apareceram ao local de concentração definido, na Cazenga, sendo feita a seguinte divisão de efetivos por alvo:
- Alvo Casa de Reclusão, com 25 efetivos: grupo comandado por Francisco Imperial Santana;[2]
- Alvo Emissora Oficial, com 25 efetivos: grupo comandado por Virgílio Sotto-Mayor;[2]
- Alvo Cadeia de S. Paulo, com 25 efetivos: grupo comandado por Raul Deão;[2]
- Alvo Quarta Esquadra, com 25 efetivos: grupo comandado por Domingos Manuel Mateus;[2]
- Alvo Companhia Indígena, com 25 efetivos: grupo comandado por Manuel Cadete Nascimento;[2]
- Alvo Aeroporto Craveiro Lopes, com número desconhecido de efetivos: grupo comandado por Neves Bendinha;[2]
- Alvo incendeio de aeronaves e dos hangares, com número desconhecido de efetivos: grupo comandado por Agostinho Cristóvão;[2]
- Alvo Companhia Indígena, com número desconhecido de efetivos: grupo comandado por João Beto;[2]
- Alvo Palácio do Governo, com número desconhecido de efetivos: grupo comandado por Cassica Massuika Malamba;[2]

Todos os grupos de ataque a alvos participaram de operações.
Na mesma reunião, foram formados também três grupos de retaguarda:
- Unidade de Vigilância, com número desconhecido de efetivos: grupo comandado por Salvador Sebastião;[2]
- Unidade Rainha Ginga, com número desconhecido de efetivos: grupo comandado por Engrácia Cabenha;[2]
- Unidade de Apoio e Suprimentos, com número desconhecido de efetivos: grupo comandado por Mariana Manana.[19]

Dos grupos de retaguarda, somente a Unidade Rainha foi chamada ao combate.

## Os ataques
O primeiro ataque ocorreu na madrugada de 4 de fevereiro de 1961, quando os nacionalistas, armados de catanas, atacam a Casa de Reclusão Militar, em Luanda, a Cadeia da 7ª Esquadra da polícia, a sede dos CTT e a Emissora Nacional de Angola. Foi registrada a morte de entre 15 e 40 guerrilheiros, enquanto que muitos outros ficaram feridos. No percurso para o ataque, os guerrilheiros emboscaram uma viatura da Polícia de Segurança Pública (PSP); conseguiram matar a tripulação da viatura, levando as suas armas. Nos ataques, as forças de segurança sofreram sete mortos, incluindo cinco policiais brancos e um negro e um cabo branco do Exército, além de vários elementos gravemente feridos. Estava planeado para o mesmo dia que os grupos comandados diretamente por Bendinha e Agostinho Cristóvão atacassem o Aeroporto Craveiro Lopes, incendeando os aviões estacionados nas rampas e nos hangares, assim como o grupo liderado por Cassica Massuika Malamba atacasse o Palácio do Governo, porém as fortes guarnições dos locais impediu que sequer chegassem aos alvos. Com exceção da viatura da PSP, todos os ataques foram repelidos, não conseguindo libertar quaisquer prisioneiros.
Durante e após o funeral dos policiais mortos, realizado em 5 de fevereiro, esquadrões armados passaram a cometer atos aleatórios de violência contra a população negra que vivia nas favelas de Luanda (musseques), causando matanças noturnas na cidade. Os brancos arrancaram africanos de suas casas e atiraram neles, deixando seus corpos nas ruas.
Em resposta a esta violência, em 9 e 10 de fevereiro de 1961, sob o comando de Agostinho Cristóvão, 124 homens se reorganizaram e atacaram a administração da Cadeia de São Paulo, a ala prisional e a companhia indígena. Os assaltos fracassaram, tendo resultado em 50 mortos e 122 presos dentre os nacionalistas no forte de São Pedro e outros envolvidos. Com a falha absoluta dos ataques aos alvos, houve um plano de retirada para a periferia de Luanda e para o Congo-Quinxassa, destino este que pretendia seguir Bendinha e outros líderes do grupo, enquanto Manuel das Neves permaneceu em Luanda.
No ínterim, de 10 a 19 de fevereiro, a polícia armou civis e organizou novos massacres noturnos nos musseques de Luanda.
Nos dias 17 e 19 de fevereiro de 1961, os grupos remanescentes, contabilizando cerca de 500 efetivos, tentaram realizar novos ataques à Cadeia de São Paulo, mas foram novamente repelidos e não obtiveram sucesso. Os dias que se seguiram aos ataques finais foram sangrentos, marcados por intensa perseguição aos nacionalistas. O grupo, que conseguiu se dispersar após os ataques, refugiou-se em casas do Rangel, conseguindo em seguida pegar um comboio para Calomboloca e Cuanza Norte, rumando em seguida para o Congo-Quinxassa. Os capturados ou eram sumariamente mortos ou enterrados vivos em valas comuns no território de Ícolo e Bengo.

## Rescaldo
A presença de jornalistas estrangeiros em Luanda, que aguardavam por notícias do navio Santa Maria, permitiu que houvesse ampla cobertura midiática do ocorrido, inclusive com Mário Pinto de Andrade assumindo em seguida, em nome do MPLA, a responsabilidade dos atos, mostrando ao mundo o primeiro rosto de liderança da luta armada anticolonial angolana. Deste modo, os ataques de fevereiro de 1961 tornaram-se rapidamente de conhecimento público.
O total de mortos calculado por Portugal foi de 3000 dentre os nacionalistas e civis vítimas dos massacres promovidos pelos esquadrões armados portugueses. Já as operações dos nacionalistas teriam, segundo a contagem portuguesa, causado 7 mortos dentre as tropas portuguesas; segundo o MPLA, ocorreram cerca de 20 mortes de militares portugueses, muito embora os participantes dos ataques reclamem que tenham causado 109 baixas dentre os militares portugueses. Como resultado de tais eventos e dos de 15 de março de 1961, os Estados Unidos proibiram a venda de armas a Portugal e votaram uma moção do Conselho de Segurança da ONU a condenar Portugal pela situação em Angola. Em abril de 1961, a Assembleia Geral das Nações Unidas aprovou uma moção a favor da autodeterminação de Angola, considerando o evento como o marco inicial da Guerra de Independência de Angola.
Por muitos anos, somente o MPLA reclamou a autoria do ataque, e é amplamente reconhecido como aquele que supervisionou e incentivou este ataque, defendendo que o "Movimento Clandestino" recebeu financiamento do partido para a operação, principalmente de Ernesto Lara Filho, Bento Ribeiro Cabulo e Mariana Manana — todos militantes do MPLA. Além disso, ressalta o fato de que o grupo de liderança era majoritariamente composto por militantes do MPLA, como Cassica Massuika Malamba, Virgílio Sotto-Mayor, Salvador Sebastião, Engrácia Cabenha e Mariana Manana, recebendo ainda suporte estratégico de Kima Kienda e José Luandino Vieira. Esta posição é defendida por historiadores como Domingos Júnior, com Kima Kienda e Luandino (os dois grandes nomes operacionais do partido que restavam em Luanda em 1961), bem como Ernesto Lara Filho, fazendo a ponte entre o MPLA e o Movimento Clandestino, inclusive dos dois primeiros contactando e recebendo diretrizes de Mário Pinto de Andrade na iminência da operação.
Somente após a independência de Angola, já na década de 1990, foi que a Frente Nacional de Libertação de Angola (sucessora da UPA) passou a reclamar abertamente que teria tido participação nos ataques de fevereiro de 1961, apontando para a filiação anterior de Manuel das Neves e Adão Bendinha. O relato de Holden Roberto, contudo, é contraditório, pois traz outros nomes que nunca foram ligados ou reconhecidos como participantes do ataque, bem como a recusa em financiar o ataque. Ressalta-se, ainda, o fato de que a estrutura da UPA estava preparada naquele momento somente para as ações de 15 de março de 1961, concentrando uma enorme quantidade de pessoal e recursos no Congo-Quinxassa, sem condições de levar a cabo financeira e operacionalmente duas ações militares praticamente simultâneas. A posição de que haveria protagonismo da UPA é apoiada pelo historiador angolano Carlos Pacheco, que sugere que o MPLA estava numa fase desorganizada no início de 1961 após a prisão de Agostinho Neto.